# Eva Corino
Eva Corino (* 18. September 1972 in Frankfurt am Main) ist eine deutsche Journalistin und Schriftstellerin.

## Ausbildung und Beruf
Eva Corino wuchs in Bad Vilbel auf und studierte Germanistik, Romanistik und Philosophie an der Universität Tübingen und der École normale supérieure in Paris. 1997 bis 2002 war sie Theaterkritikerin und Kolumnistin bei der Berliner Zeitung. Von 2008 bis 2019 arbeitete sie als freie Journalistin. Ihr Text Schlaf, Kindchen schlaf war 2009 für den Deutschen Reporterpreis des Reporter-Forum e.V. nominiert. Nach Stationen in Washington, D.C., Duschanbe, Brüssel und Erfurt kehrte sie 2020 zur Berliner Zeitung zurück und leitet dort bis 2023 das Ressort Bildung und Familie. Seit 2023 ist sie Referatsleiterin im saarländischen Ministerium für Bildung und Kultur.

## Familie
Eva Corino ist mit dem Politiker Jakob von Weizsäcker verheiratet und hat vier Kinder. Ihre Eltern sind Elisabeth Albertsen und Karl Corino.

## Veröffentlichungen
- Keine Zeit für Tragödien. Berlin-Verlag, 2001.
- Das Taschenbuch. Berliner Taschenbuch-Verlag, 2001.
- Das Nacheinander-Prinzip – Vom gelasseneren Umgang mit Familie und Beruf. Suhrkamp, Berlin 2018.